# Iron Butterfly
Pour les articles homonymes, voir Butterfly.
Iron Butterfly est un groupe américain de rock originaire de San Diego en Californie. Formé en 1966, le groupe est surtout connu pour sa chanson de 17 minutes In-A-Gadda-Da-Vida, parue en 1968. Il est parfois considéré comme un précurseur du heavy metal.

## Historique

### Formation etHeavy(1966-1968)
Iron Butterfly est formé en 1966 à San Diego. Il se compose à l'origine de quatre membres : Doug Ingle (chant et orgue), Jack Pinney (batterie), Danny Weis (guitare) et Greg Willis (basse). Un cinquième musicien, Darryl DeLoach (chant et tambourin) se joint bientôt à eux. Lorsque le groupe quitte San Diego pour Los Angeles, Willis et Pinney sont remplacés par Jerry Penrod et Bruce Morse, ce dernier laissant rapidement sa place à Ron Bushy. C'est ce quintette qui signe chez Atco Records (une division d'Atlantic Records) en 1967 et enregistre son premier album, Heavy, durant l'année.

### In-A-Gadda-Da-Vida(1968-1971)
Après la sortie de cet album en janvier 1968, Penrod, DeLoach et Weis quittent le groupe. Ingle et Bushy sont rejoints par Lee Dorman (basse) et le jeune Erik Braunn (guitare), âgé de seulement 17 ans, pour le second album du groupe, In-A-Gadda-Da-Vida, qui paraît en juillet de la même année. La longue chanson-titre est portée par un riff entêtant qui sert de base à des solos de guitare, d'orgue et de batterie. Malgré un son médiocre (la chanson aurait été enregistrée pendant un tour de chauffe), une version de trois minutes est éditée en 45 tours et se classe no 30 aux États-Unis. L'album reçoit un accueil triomphal et bat des records en étant vendu à 8 millions d'exemplaires en une seule année. En tout, l'album se serait vendu à trente millions d'exemplaires, un volume de ventes qui semble cependant exagéré, et devient plusieurs fois disque de platine. Malgré ces chiffres impressionnants, à l'exception de Doug Ingle, qui détient les droits sur la chanson, il semble que la plupart des musiciens du groupe n'aient pas fait fortune. Il est certifié disque d'or par la RIAA en décembre 1968.
L'album suivant d'Iron Butterfly, Ball (1969), est à son tour un succès, se classant troisième aux États-Unis. Sur l'album suivant, Erik Braunn est remplacé par deux guitaristes, Mike Pinera et Larry Reinhardt. Le groupe ne parvient pas à confirmer son succès ; son quatrième album, Metamorphosis (1970), précède de peu le départ de Doug Ingle, qui entraîne une première séparation d'Iron Butterfly en 1971.

### Retours (1974-2011)

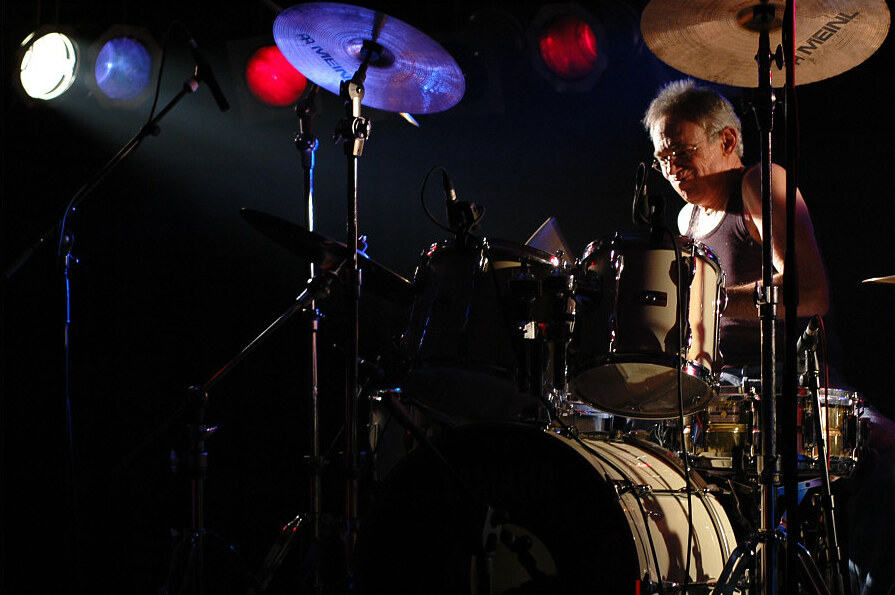
Ron Bushy, Iron Butterfly jouant In a Gadda da Vida en 2005.

Iron Butterfly se reforme autour de Ron Bushy et Eric Braunn en 1974. Cette nouvelle incarnation publie deux albums studio, Scorching Beauty (1974) et Sun and Steel (1975) avant de se séparer à nouveau, victime de son manque de succès commercial. Lee Dorman reprend à son compte le nom du groupe à partir de 1977, donnant des concerts avec divers musiciens, dont certains ex-membres d'Iron Butterfly.
Le quatuor d'In-A-Gadda-Da-Vida se réunit en 1988 à l'occasion du 40e anniversaire d'Atlantic Records.
Leur premier chanteur, Darryl DeLoach (né le 12 septembre 1947) meurt d'un cancer des poumons le 3 octobre 2002 à l'âge de 55 ans,. Le 25 juillet 2003, Erik Braunn meurt d'un accident cardiovasculaire à 52 ans.
Derek Hilland revient jouer du clavier pour les dates de tournées du groupe en 2003, en remplacement de Larry Rust. Au début de 2006, Rust revient brièvement pour remplacer Gerschwitz pour des dates en Italie, en Croatie et en Autriche. Plus tard dans l'année, Ken Chalupnik et Dave Meros remplacent Dorman.
Au début de 2010, Iron Butterfly est annoncé pour le Lifetime Achievement Award à la 20e édition des San Diego Music Awards, qui prennent place le 12 septembre 2010. Le prix est présenté par Jerry Sanders, le maire de San Diego. Plus tard encore, Ray Weston (ex-Wishbone Ash) remplace Ron Bushy à la batterie.

### Troisième retour (depuis 2015)
Lee Dorman décède en 2012. À la fin 2014, des articles de presse parlent d'une nouvelle réunion du groupe qui se composera de Bushy, Mike Pinera, Doug Ingle, Jr., aux claviers, et d'un bassiste sans nom. Le groupe reste inactif quelques années avant d'être véritablement relancé par Ron Bushy en 2015.
Le claviériste Larry Rust meurt chez lui à Los Angeles le 25 novembre 2016 à l'âge de 63 ans.
Le batteur Ron Bushy meurt à Santa Monica le 29 août 2021 à l'âge de 79 ans.
Doug Ingle meurt le 24 Mai 2024 à l'âge de 78 ans.

## Discographie

### Albums studio
- 1968 : Heavy
- 1968 : In-A-Gadda-Da-Vida
- 1969 : Ball
- 1970 : Metamorphosis
- 1974 : Scorching Beauty
- 1975 : Sun and Steel

### Albums live
- 1969 : Live
- 2011 : Fillmore East 1968

### Compilations
- 1971 : Evolution: The Best of Iron Butterfly
- 1988 : Rare Flight
- 1993 : Light and Heavy: The Best of Iron Butterfly